# Ellastone
Ellastone är en ort och civil parish  i Storbritannien.   Den ligger i grevskapet Staffordshire och riksdelen England, i den södra delen av landet, 200 km nordväst om huvudstaden London. Ellastone ligger 109 meter över havet och antalet invånare är 335.
Terrängen runt Ellastone är lite kuperad. Runt Ellastone är det ganska tätbefolkat, med 90 invånare per kvadratkilometer. Närmaste större samhälle är Leek, 18,6 km nordväst om Ellastone. Trakten runt Ellastone består i huvudsak av gräsmarker.